# Placochela serjaniae
Placochela serjaniae är en tvåvingeart som beskrevs av Edwin Möhn 1960. Placochela serjaniae ingår i släktet Placochela och familjen gallmyggor.
Artens utbredningsområde är El Salvador. Inga underarter finns listade i Catalogue of Life.